# Laena hlavaci
Laena hlavaci (лат.) — вид жуков-чернотелок рода Laena из подсемейства мохнатки (Lagriinae, Tenebrionidae). Эндемик Китая. Вид назван в честь колеоптеролога Peter Hlaváč (Кошице, Словакия), одного из коллекторов типовой серии.

## Распространение
Китай: провинция Jiangxi, Wuyi Shan Nature Reserve, Huanggan Shan (1800—2050 м).

## Описание
Мелкие бескрылые жуки-чернотелки, длина тела от 5,0 до 6,0 мм. Отличается неокаймлёнными краями переднеспинки (у близкого вида Laena cooteri она окаймлённая). Все бёдра с отчётливыми зубцами. Обитают в наземном лесном ярусе. Вид был впервые описан в 2008 году немецким колеоптерологом Вольфгангом Шваллером (Dr. Wolfgang Schawaller; Staatliches Museum für Naturkunde, Штутгарт, Германия).